# Močile (Črnomelj, Slovenija)
Močile je naselje u slovenskoj Općini Črnomelju. Močile se nalazi u pokrajini Dolenjskoj i statističkoj regiji Jugoistočnoj Sloveniji. 

## Stanovništvo
Prema popisu stanovništva iz 2002. godine naselje je imalo 16 stanovnika.